# Jorge da Áustria
Jorge da Áustria (Gante, 1504? - Lieja, 4 de maio de 1557), foi arcebispo de Valência e príncipe-bispo de Lieja. Filho natural de Maximiliano I de Habsburgo, imperador do Sacro Império Romano-Germânico.

## Carreira eclesiástica
Sucedeu a Erard de la Marck (1520-1538), em 27 de março de 1538, ao ser nomeado arcebispo de Valência pelo Papa Paulo III, da influente família italiana dos Farnesio, à petição de seu sobrinho, o imperador Carlos V de Habsburgo. Chegou à Valência em 1539, sendo apenas diácono. Pouco depois recebeu o presbiteriado, e no dia seguinte foi consagrado bispo, pelo auxiliar de Valência, Francisco Estaña.

## Pontificado em Valência
Desde o princípio, Jorge da Áustria mostrou um grande interesse pelos mouriscos, tentando que fossem evangelizados. Buscou pregadores dominicanos para que, dentro de suas arquidioceses, os ensinassem a fé cristã. Apesar dos esforços, foram poucos os resultados obtidos.
Promulgou umas instruções e ordinações para os convertidos em Valência, para facilitar a catequização dos cristãos-novos. Estas ordenações tentaram que os paroquianos residissem em suas paróquias e dessem exemplo com seus bons costumes aos demais. Era uma pastoral baseada na caridade.
A maior parte de tempo que permaneceu em sua arquidiocese, passou na Villar de Benaduf, que mudou seu nome para "Villar del Arzobispo" (Vila do Arcebispo). Teve por bispo auxiliar Miguel Mahiques, governador eclesiástico durante as ausências de Jorge da Áustria; frade agostiniano, teólogo e jurista, acabou sendo arcebispo de Sassari, no reino da Sardenha (que na época era domínio da Coroa catalano-aragonesa).

## Príncipe-bispo de Lieja
Em 1543 foi chamado aos Países Baixos por sua sobrinha, María da Hungria, governadora daqueles estados. Marchou por Flandres, onde foi nomeado príncipe-bispo de Lieja (Lüttich) pelo Papa Paulo III.
Renunciou ao arcebispado de Valência em 1544, sucedendo-lhe Tomás de Villanueva.
1. 1 2 3  «Jorge de Austria | Real Academia de la Historia». dbe.rah.es. Consultado em 27 de agosto de 2024